# Mark Eyking
Mark Eyking, né le 30 août 1960 à Sydney en Nouvelle-Écosse, est un agriculteur et homme politique canadien. 

## Biographie
Il est député à la Chambre des communes du Canada, où il représente la circonscription néo-écossaise de Sydney—Victoria sous la bannière du Parti libéral du Canada.
En février 2019, il annonce ne se représenter aux élections d'octobre 2019 prochain.
Sa femme, Pam Eyking, est députée libérale de Victoria-The Lakes à l'Assemblée législative de la Nouvelle-Écosse de l'élection provinciale de 2013 à celle de Élections générales néo-écossaises de 20172017.